# Musée des arts d'Ouzbékistan
Le musée d'État des arts d'Ouzbékistan (ou familièrement musée des beaux-arts de Tachkent) (en russe : Государственный музей искусств Узбекистана) est un musée situé à Tachkent, capitale d'Ouzbékistan. Il a été fondé en 1918 sous le nom de musée de l'université populaire. Il a été renommé en 1924 musée des arts de Tachkent et reçoit son nom actuel en 1935. Le musée possède environ cinquante mille pièces de musée.

## Historique
De 1918 à 1935, le musée est abrité dans les murs de l'ancien palais du prince Nicolas Romanov et de 1935 à 1966 dans la maison du Peuple. Un nouvel édifice de forme cubique est bâti à cet endroit en 1974 pour abriter les collections du musée. Les façades sont subdivisées en éléments carrés par des ossatures métalliques bordées de plaques d'aluminium anodisé ; les murs du bas et du portail de l'entrée sont recouverts de marbre gris poli. L'édifice est vitré des quatre côtés en stivite, ce qui donne une lumière mate à l'intérieur.

## Collections

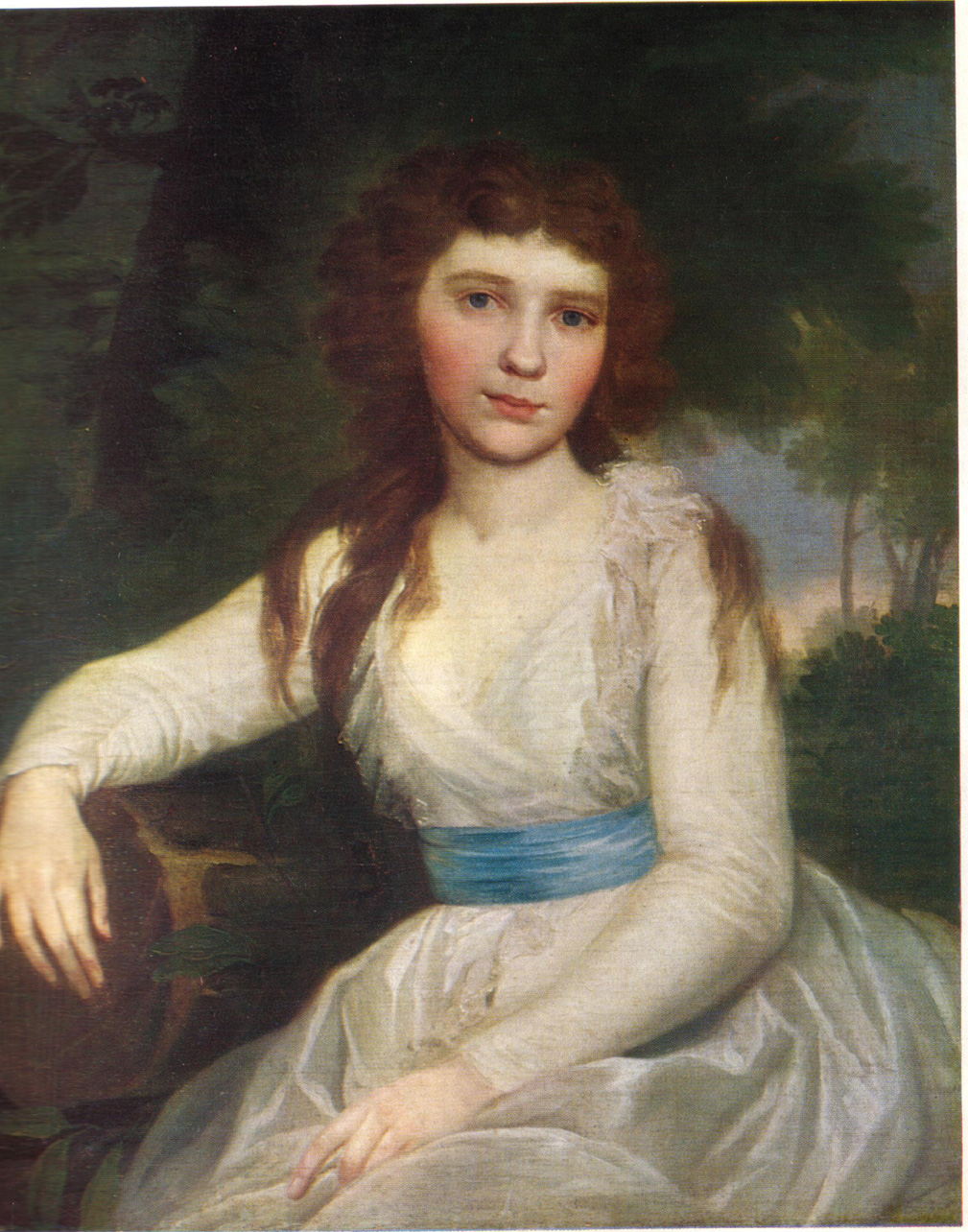
Borovikovski: Portait de la princesse Volkonski.

Le fonds du musée lorsqu'il est ouvert est constitué de la centaine d'anciennes œuvres d'art de la collection du prince Romanov (exilé à Tachkent pour « indélicatesse » sous le règne de Nicolas II) confisquée à la révolution de 1917, ainsi que d'autres collections de personnes privées, nationalisées en avril 1918. Ce sont surtout des tableaux, dessins et gravures d'artistes russes ou ouest-européens, ainsi que des sculptures, de la porcelaine et du mobilier. La collection du musée est complétée par des œuvres en provenance du musée régional du Turkestan et de fonds des musées de Moscou et de Léningrad. Ainsi le musée reçoit en 1920-1924 pour exposition permanente cent-seize tableaux de peintres russes du XVIIIe siècle, jusqu'au début du XXe siècle. L'on peut distinguer des portraits de Borovikovski, de Tropinine, de Brullov, de Yarochenko ou de Répine et Andreï Belloli entre autres. Le musée parvient à acquérir de collections privées deux cent-cinquante tableaux d'artistes d'avant la révolution dont le sujet est l'Asie centrale de l'Empire russe. Ce sont en particulier Kazakov, Karazine ou encore Sommer. D'autre part, le musée possède la collection de peinture occidentale la plus importante de toute l'Asie centrale.

À partir de 1935, le musée s'est enrichi d'œuvres d'artistes originaires d'Ouzbékistan.

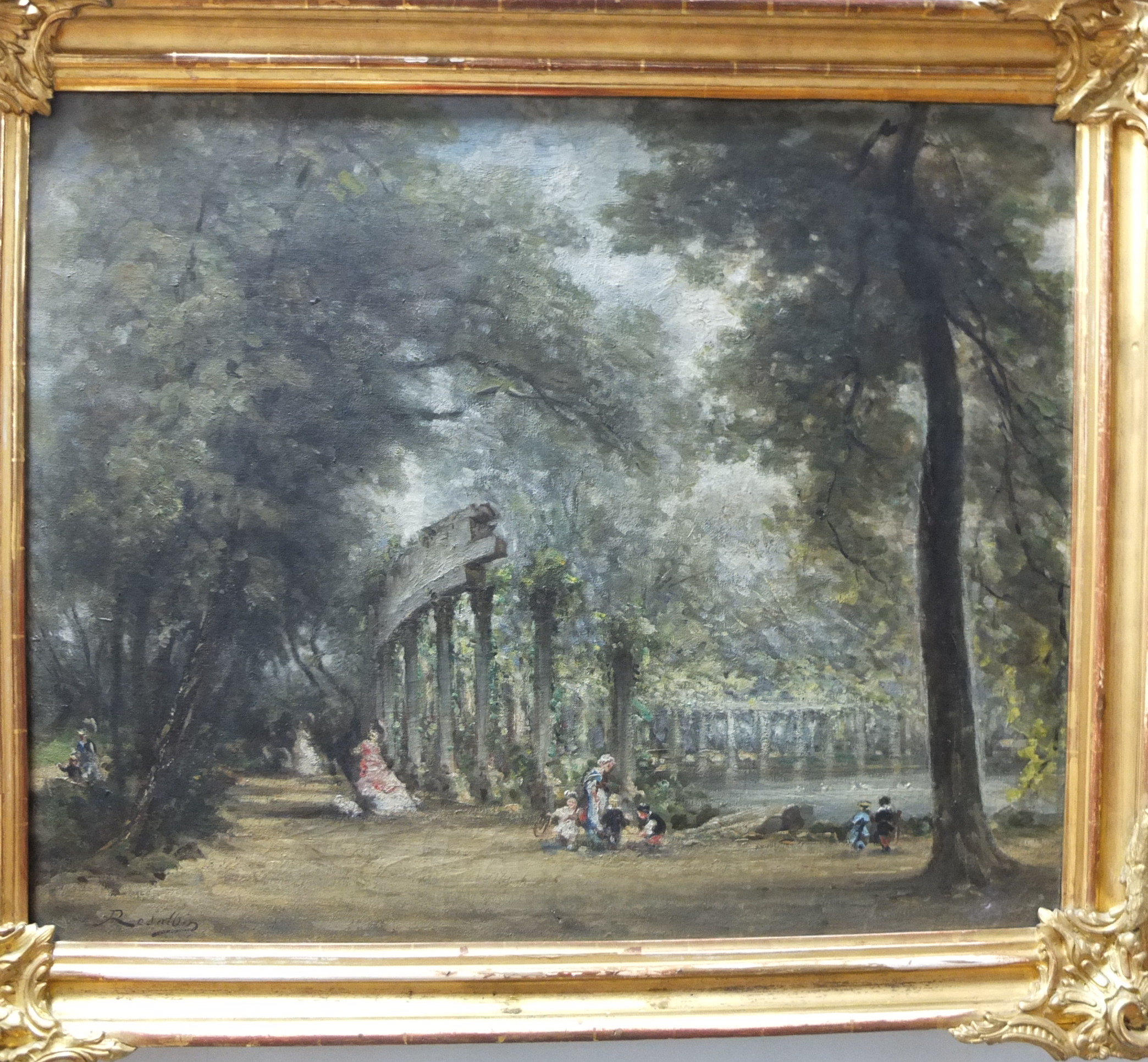
Marie-Abraham Rosalbin Fortier de Buncey, Le parc Monceau, huile sur toile, Tachkent, musée des arts d'Ouzbékistan
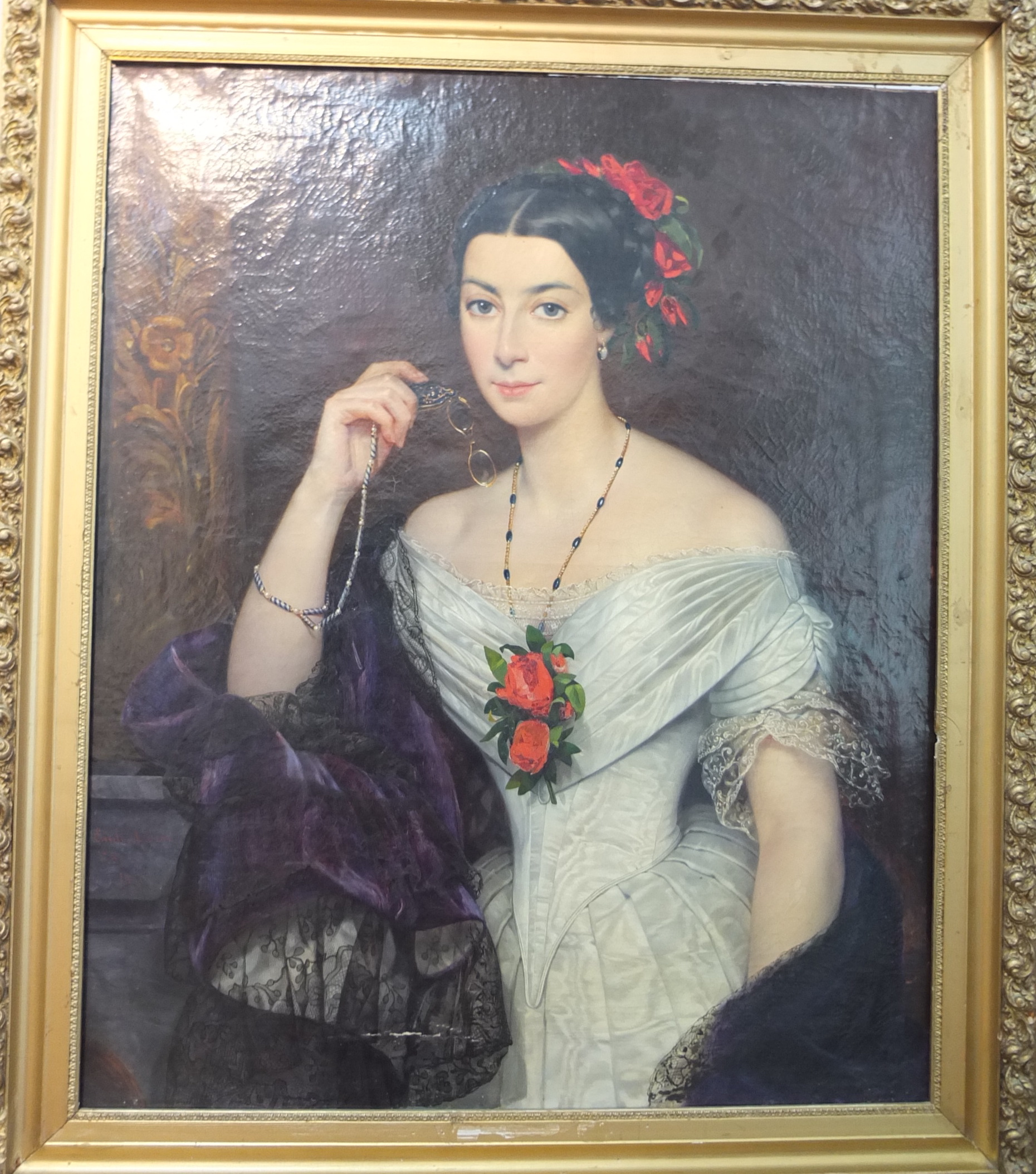
Emile Mascré, Portrait de femme, 1846, huile sur toile, Tachkent, musée des arts d'Ouzbékistan
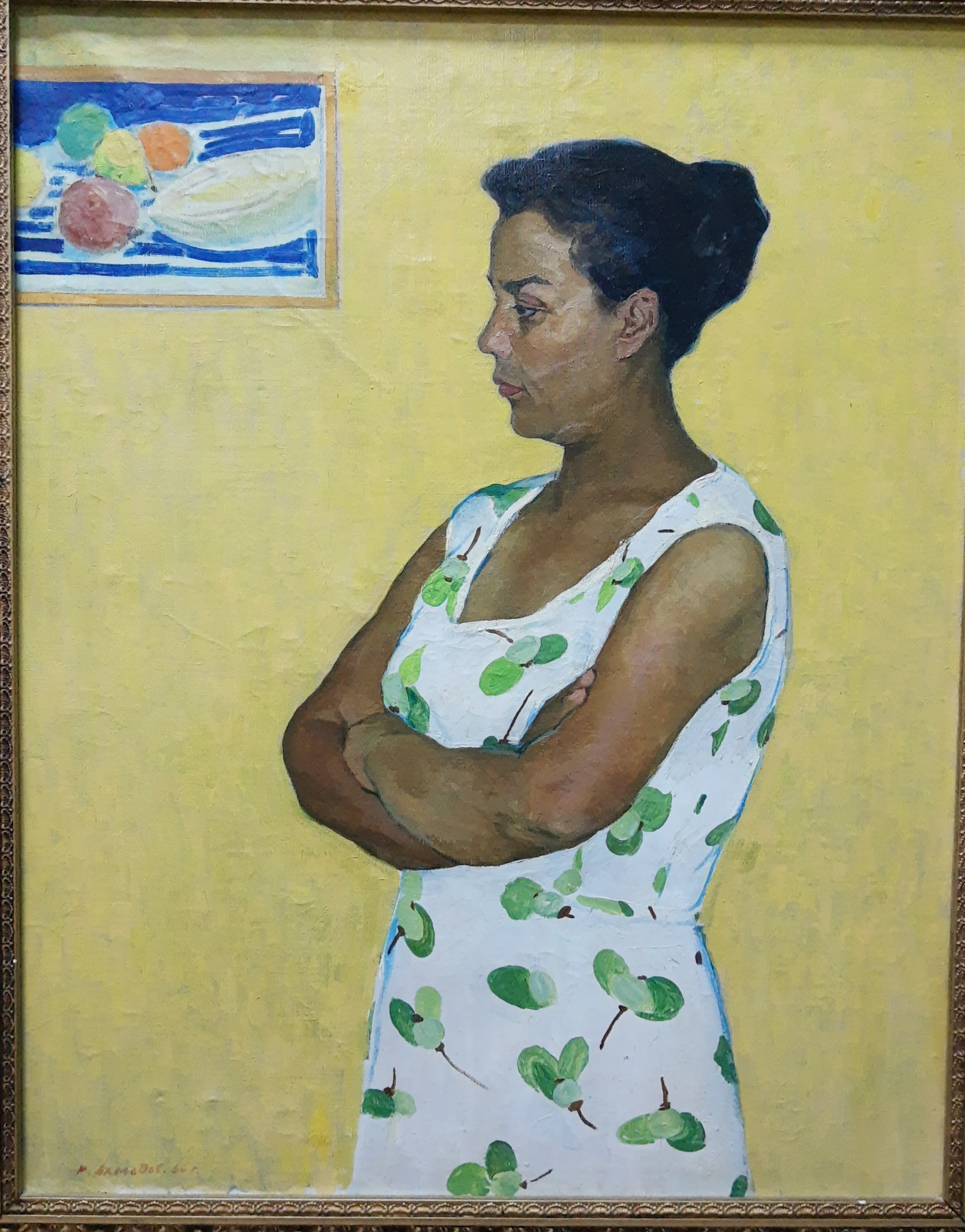
Rakhim Akhmedov, Karima, 1966, huile sur toile, Tachkent, musée des arts d'Ouzbékistan.
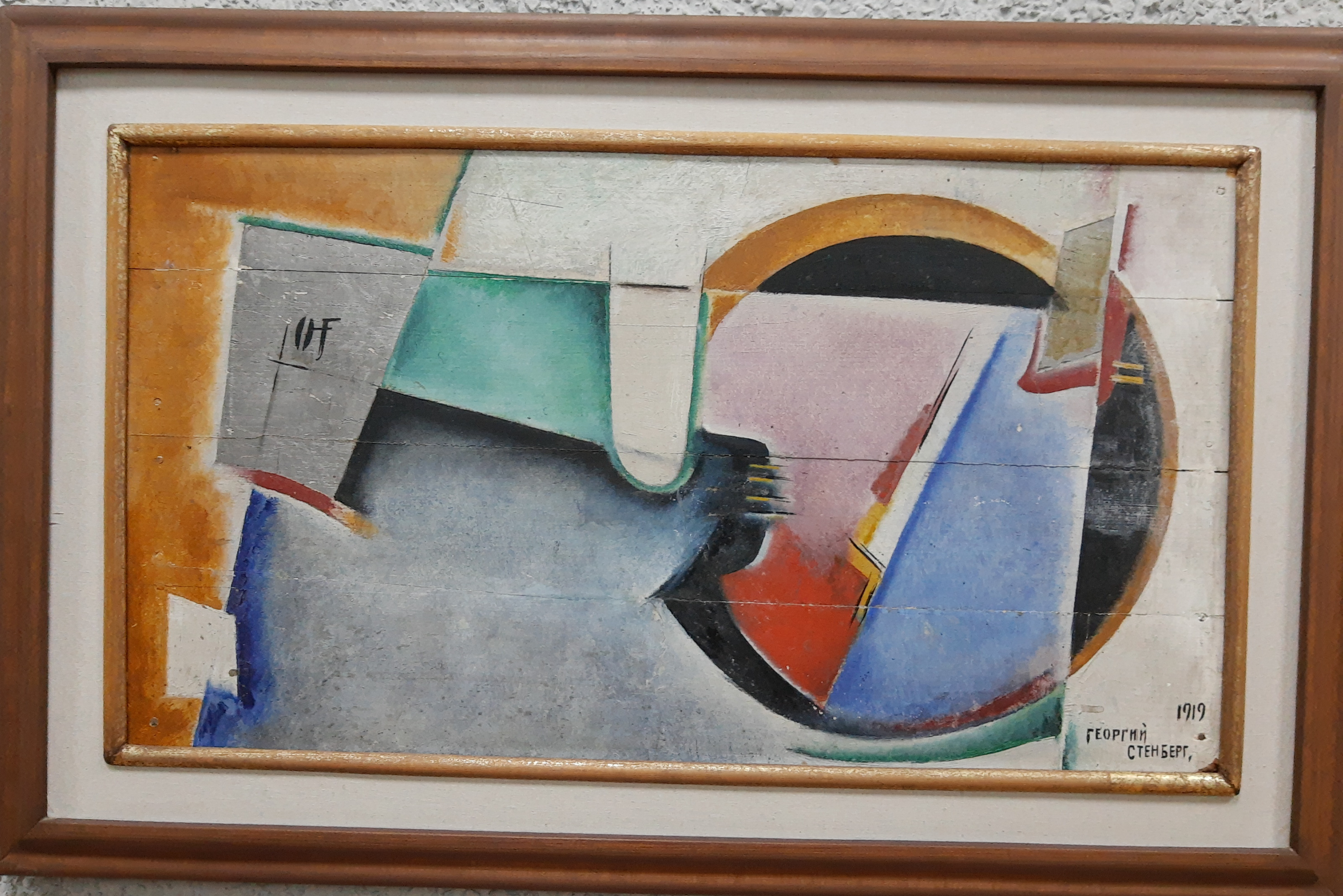
Georgi Stenberg, Construction en couleurs, 1919, huile sur panneau, Tachkent, musée des arts d'Ouzbékistan
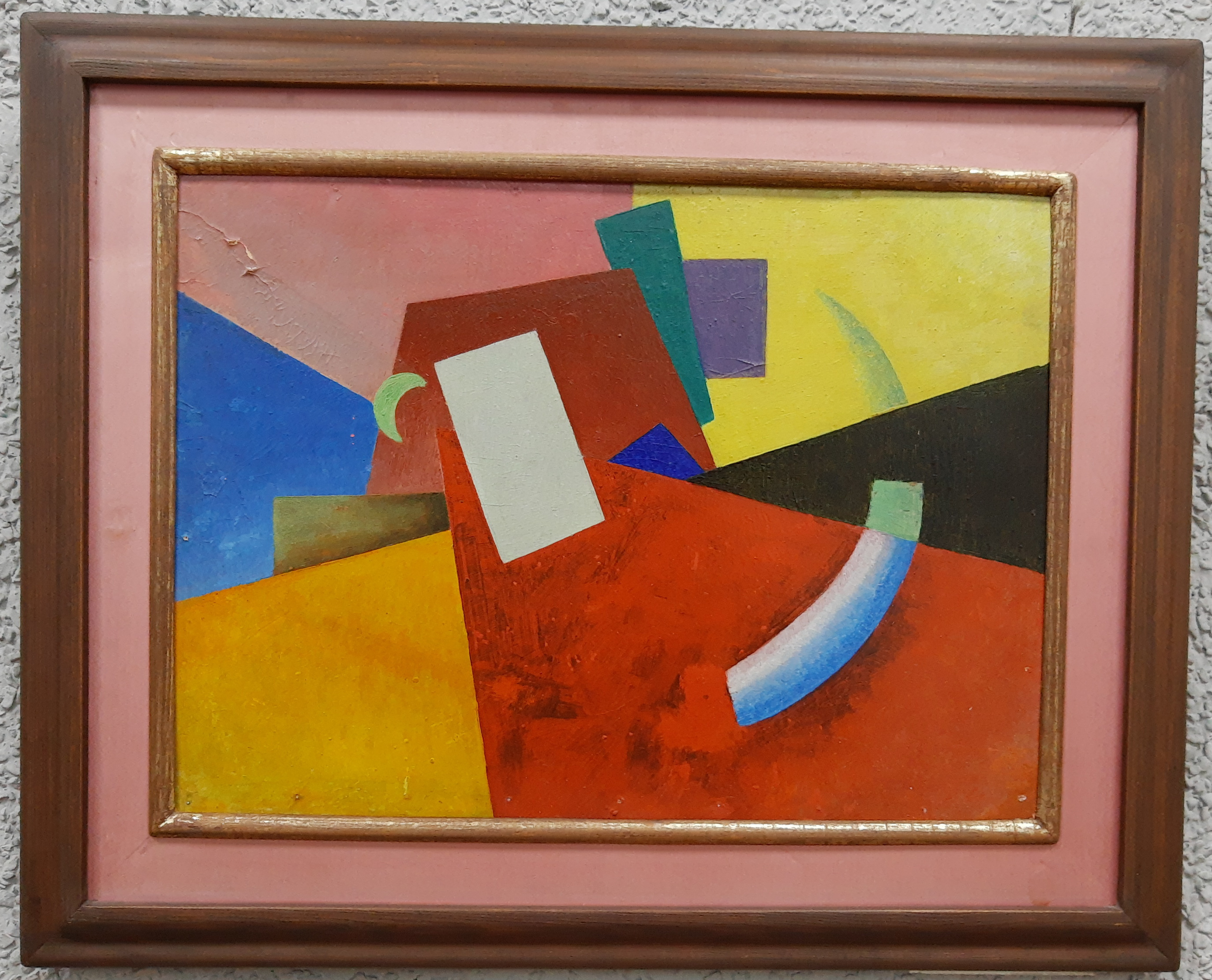
Ivan Klioune, Suprématisme, 1917, huile sur carton, Tachkent, musée des arts d'Ouzbékistan

## Notes et références

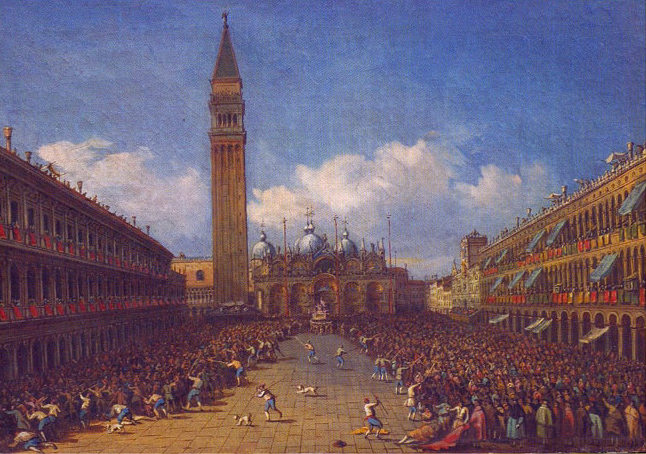
Marieschi: Procession place Saint-Marc.

### Crédits de traduction
- (ru) Cet article est partiellement ou en totalité issu de l’article de Wikipédia en russe intitulé « Государственный музей искусств Узбекистана » (voir la liste des auteurs).